# Villa Klippudden

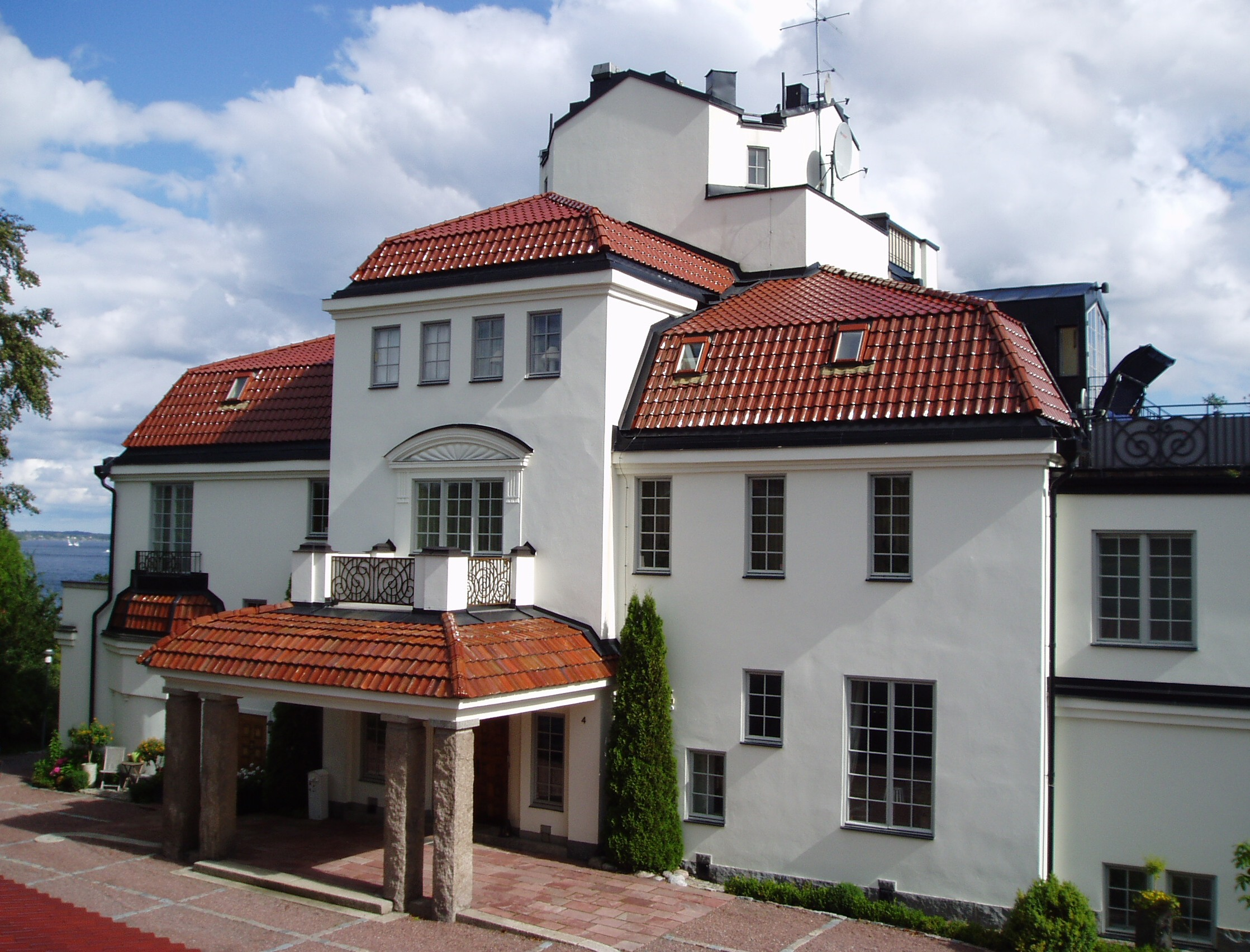
Villa Klippudden i augusti 2011

Villa Klippudden år en kulturhistoriskt värdefull byggnad belägen vid Klippuddsstigen 4 i kommundelen Brevik i Lidingö kommun. Villa Klippudden förklarades 1998 som byggnadsminne.

## Byggnadsbeskrivning

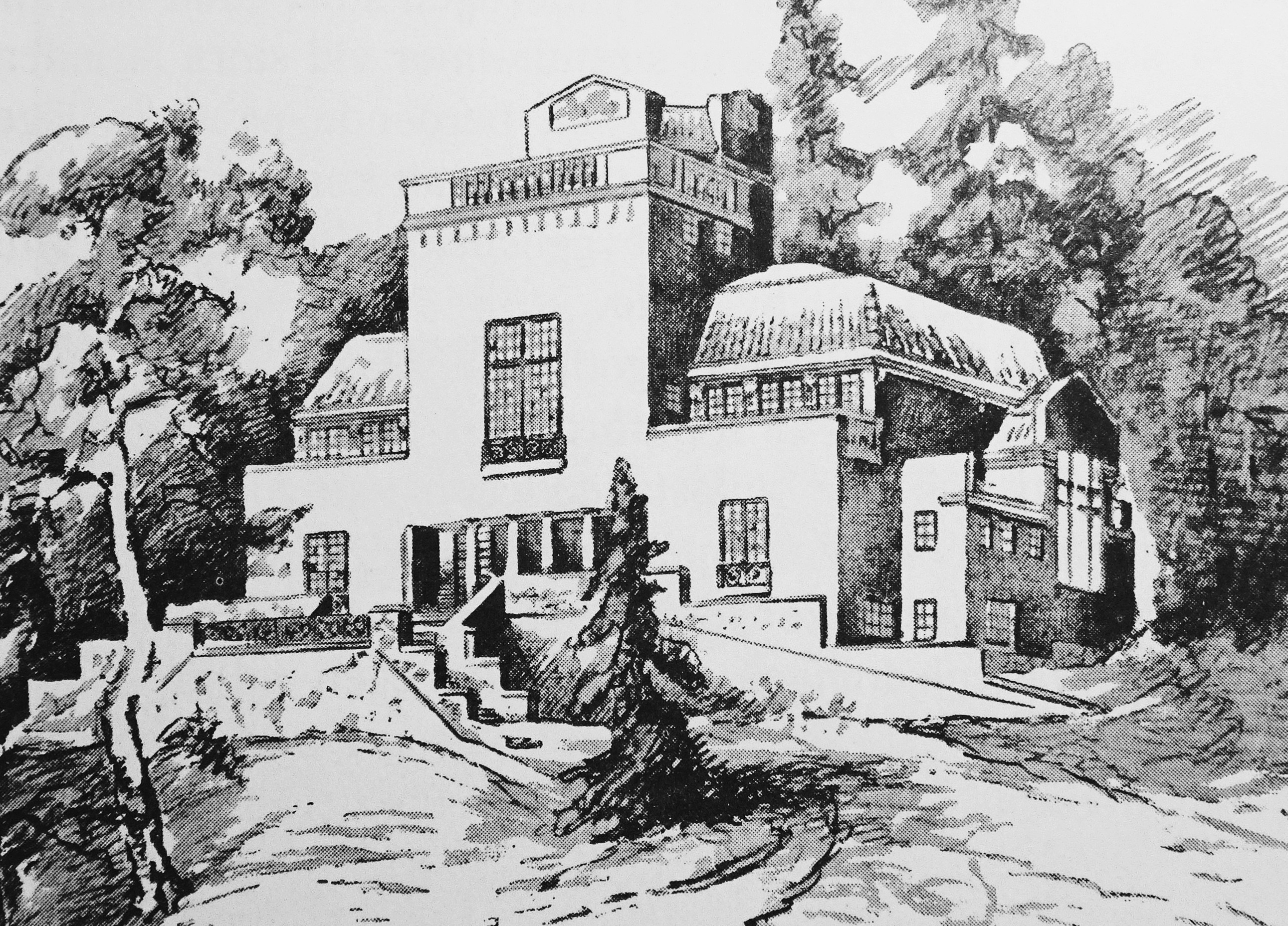
Gripensvärds teckning.

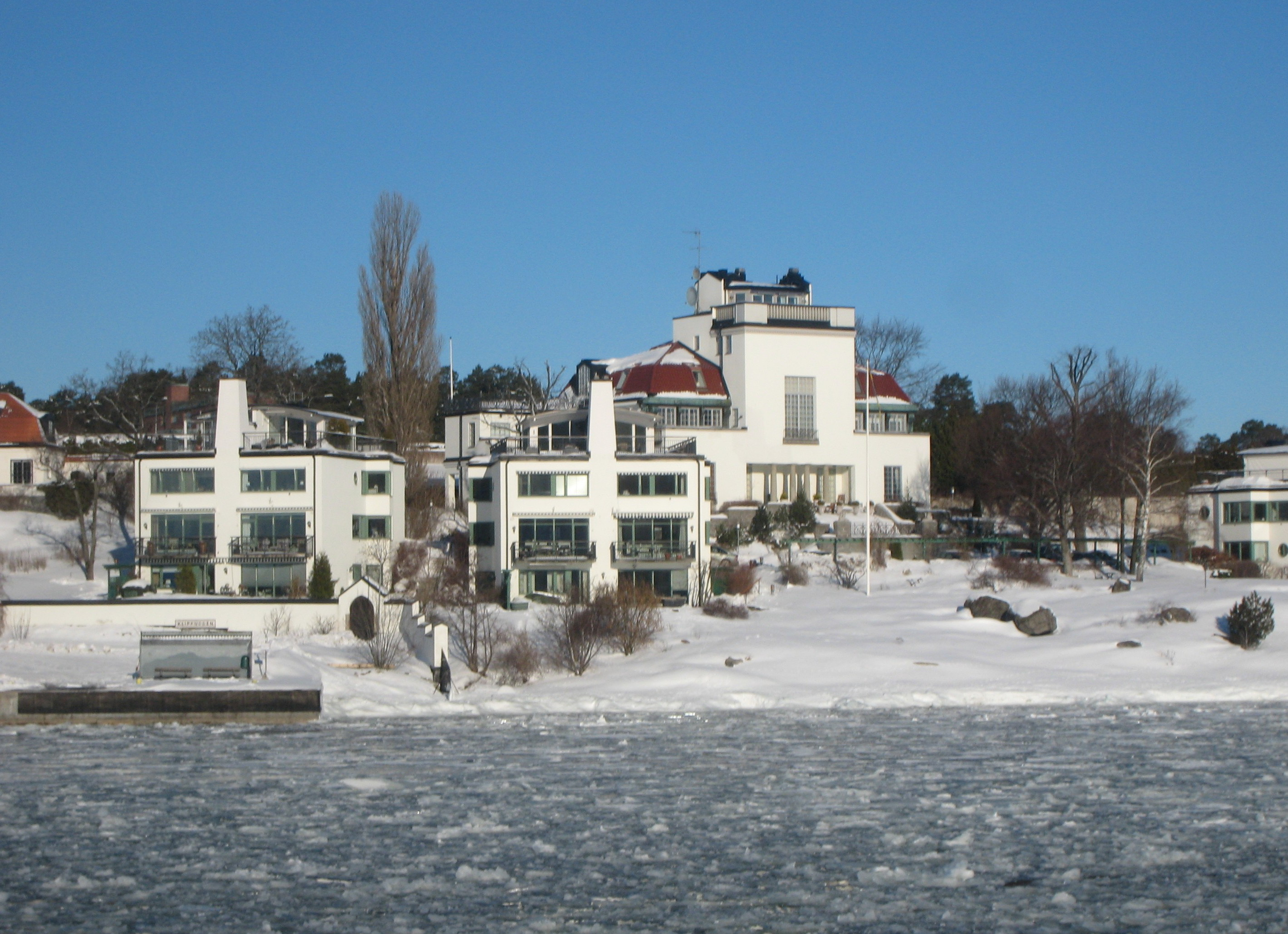
Klippudden från sjösidan.

Fastigheten Klippudden 29 ligger vid en brant sluttning ner till Halvkakssundet som sammanlänkar Höggarnsfjärden med Lilla Värtan. Huset byggdes 1910 och är en del av det planerade, men aldrig helt genomförda "Segelledens Villaområde" som består av väldiga patricierbyggnader. Byggherre var officeren och konstnären Otto Gripensvärd som lät uppföra villan efter egna ritningar. Han fick hjälp av byggnadsingenjören Eric Häggmark från Uppsala.
Liksom Dramatiska Teatern och Thielska galleriet är villan ett typexempel på kubistisk jugendarkitektur enligt österrikaren Joseph Maria Olbrichs förebild. Utöver Villa Klippudden finns bara ett fåtal villor i Sverige som följer denna stil. 
Villans rum ligger runt ett stort trapphus som börjar i en hall vars trappa leder upp till villans huvudrum vilka är anordnade som ett kors. Centralt i övre våningsplanet höjer sig ett välvt galleri där Gripensvärd visade sina målningar. Konstnären Filip Månsson utförde dekorationsmålningar i husets inre. Till interiören hör även flera öppna spisar och kakelugnar som till största del finns kvar.

## Villan idag
I huvudbyggnaden ligger fem bostadsrättslägenheter och på klipporna vid vattnet finns ytterligare tre byggnader med 12 lägenheter, vilka uppfördes under Skanskas ledning 1994-1995 och ritats av Nyréns arkitektkontor.